# Heilig-Kreuz-Kathedrale (Honiara)

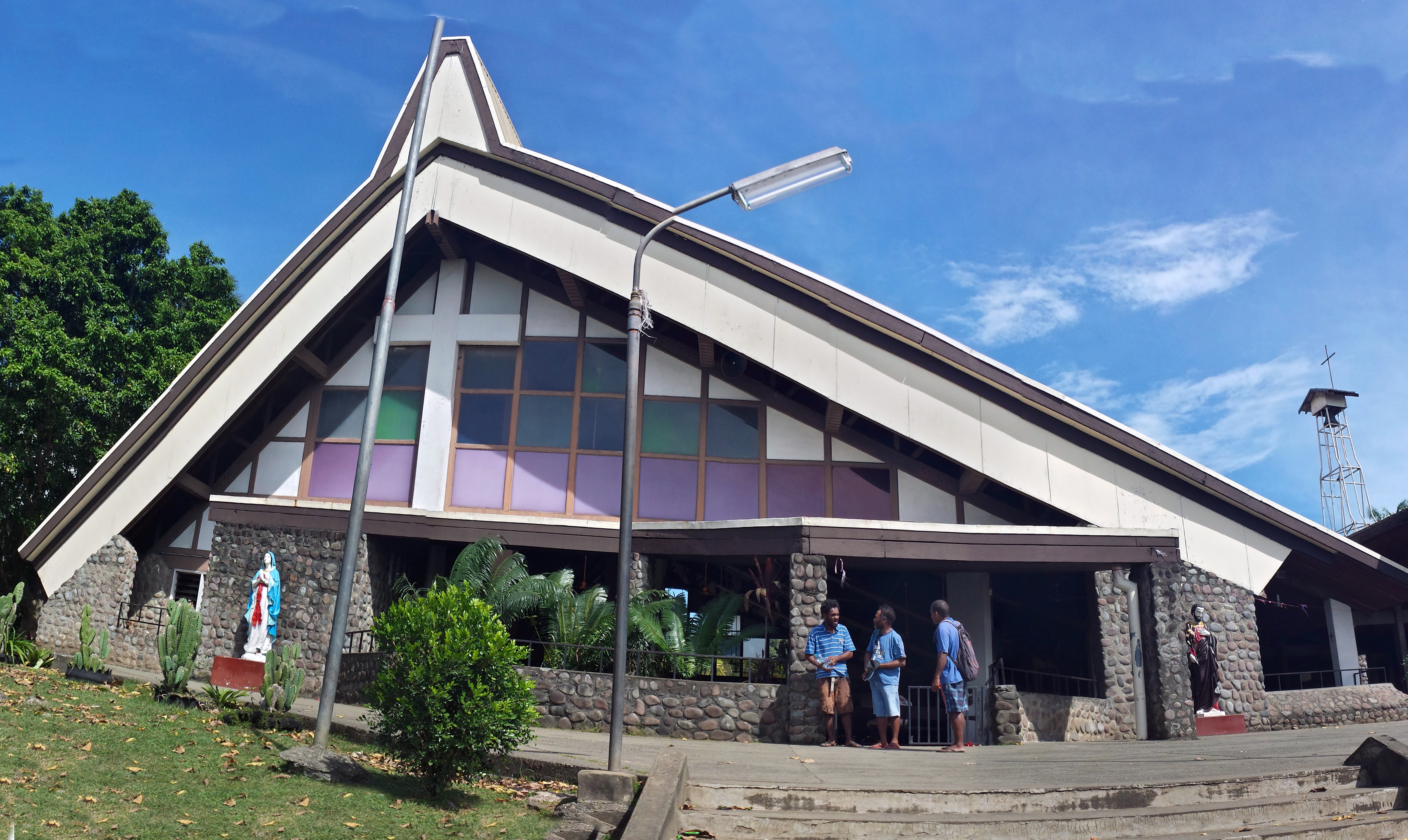
Heilig-Kreuz-Kathedrale

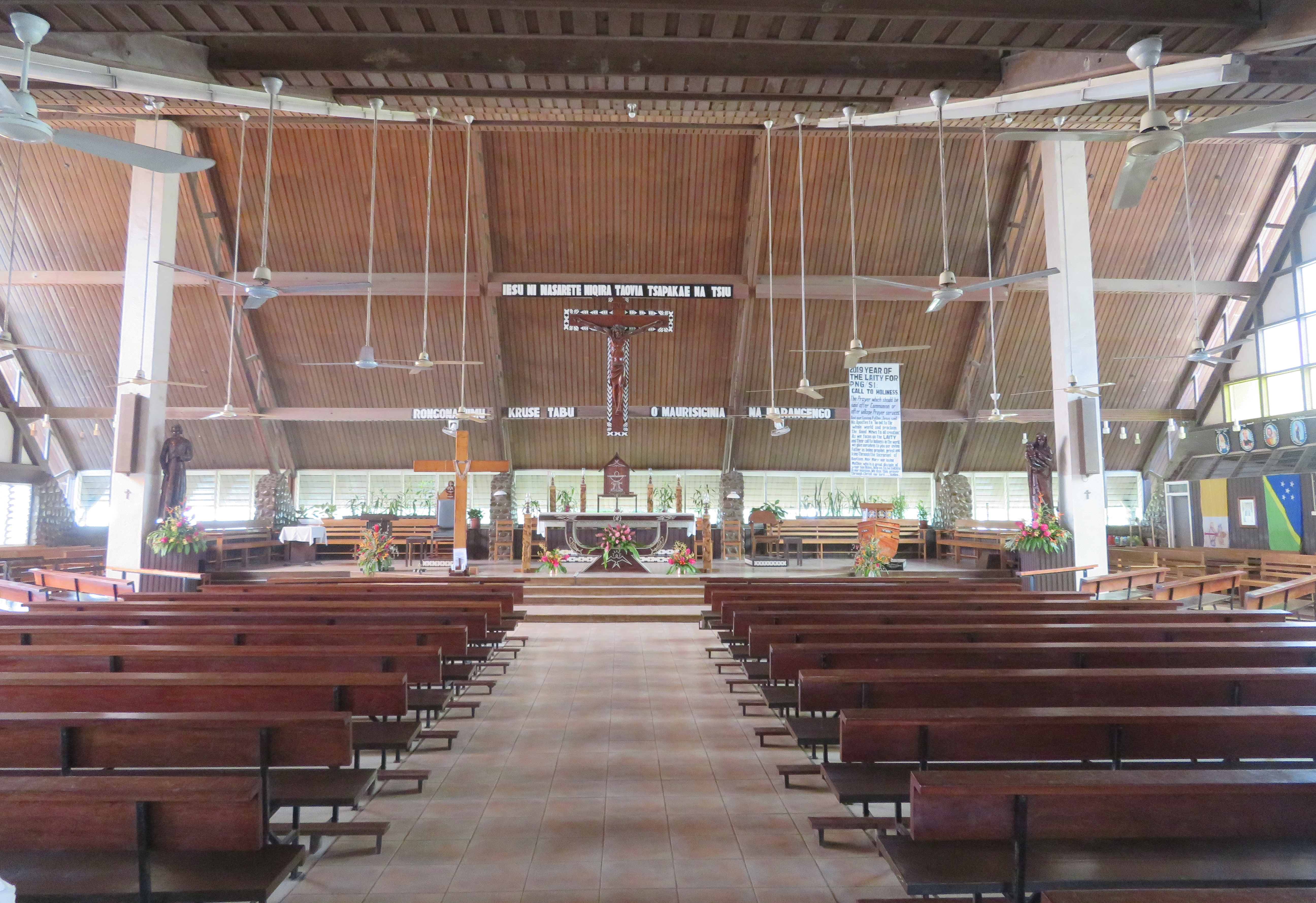
Heilig-Kreuz-Kathedrale

Die Heilig-Kreuz-Kathedrale ist die Domkirche des Erzbistums Honiara der römisch-katholischen Kirche in Honiara, der Hauptstadt der Salomonen.
Sie befindet sich im Zentrum von Honiara am Beginn der Mendana Avenue, der wichtigsten Verkehrs- und Geschäftsstraße der Hauptstadt. Gegenüber befindet sich das Rathaus (City Council). Der 1957 errichtete Vorgängerbau war zu klein geworden, so dass ein Neubau erforderlich wurde. Mit den ersten Planungen wurde unter Bischof Daniel Stuyvenberg 1975 begonnen, und mit dem Bau wurde der Architekt Noel McKernan aus Melbourne betraut. Die Grundsteinlegung erfolgte am 14. September 1976. Am 17. September 1978 wurde die Kathedrale konsekriert.
Das Bauwerk ähnelt, wie bereits der Vorgängerbau, von außen einem Zelt. Altar, Tabernakel, Taufbecken, die Statuen von Maria und Josef sowie das Kruzifix wurden von dem Holzschnitzer Frank Haikiu aus Honiara angefertigt.